# 昆塞特小屋

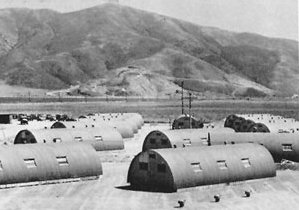
1946年，加利福尼亞州穆古點的昆塞特小屋（背景是聖莫尼卡山）

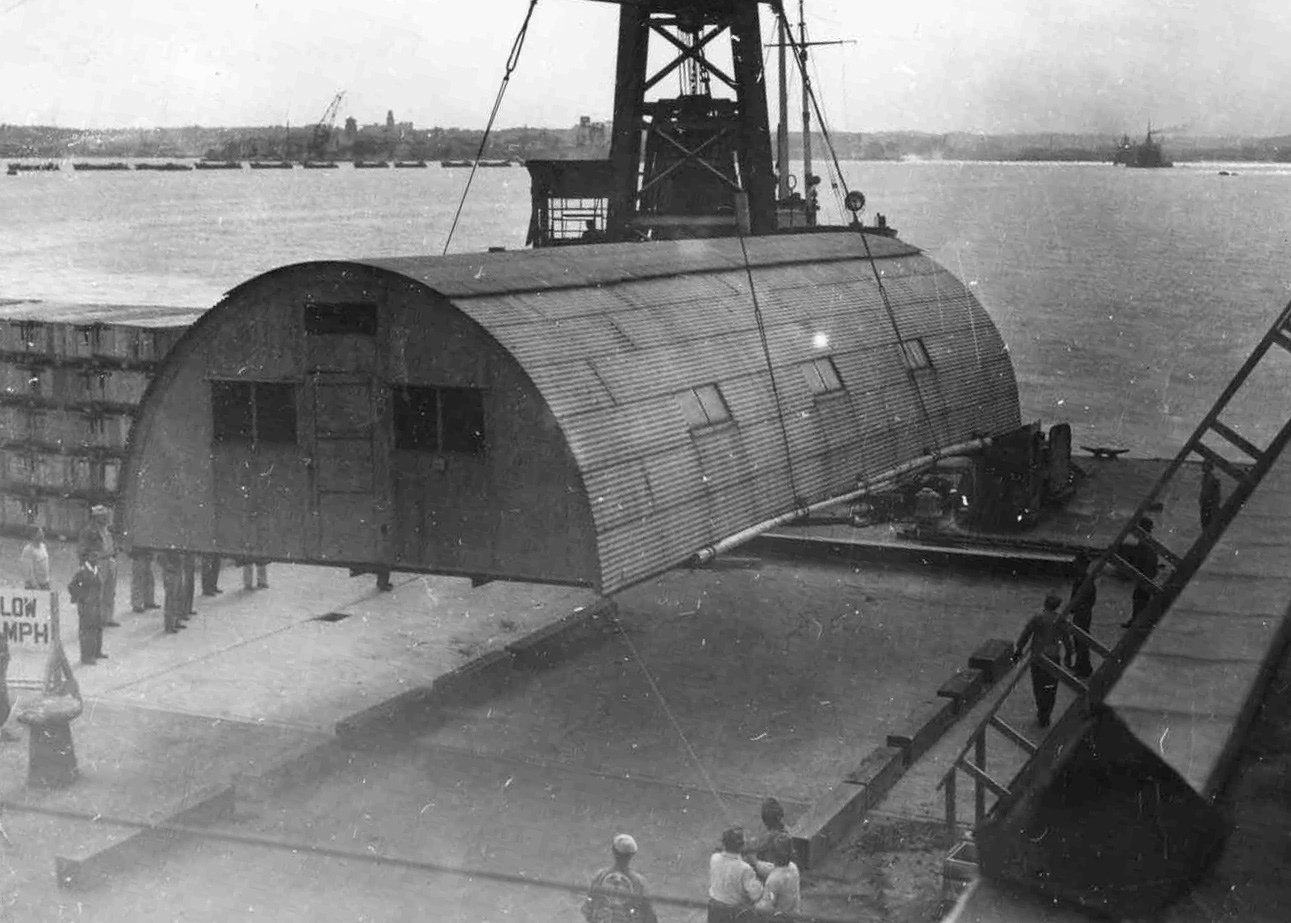
第二次世界大戰後，在日本第598工程基地倉庫建造的昆塞特小屋

昆塞特小屋（英語：Quonset hut，/ˈkwɒnsɪt/）是一種輕型預製組件，以具有橫截面為半圓形的薄透明波紋鍍鋅鐵部分製成。該設基於第一次世界大戰期間英國人引進的尼森小屋作為發想，並於第二次世界大戰期間由美國進行生產。該組件的名稱來自位於羅德島州恩迪科特營地海軍建設營中心的部署地點昆塞特角。

## 歷史
第一件昆塞特小屋是於1941年所製造，當時美國海軍正需一個需要多功能設施，能夠運送到任何地方，在無需熟練勞動力即可組裝的輕型建築。隨後海軍在於喬治·A·富勒建築公司（George A. Fuller）簽署合同簽訂後，於60天內生產大批小屋。二戰期間，美國共製造了150,000到170,000間昆塞特小屋。
1946年，大湖鋼鐵公司（Great Lakes Steel Corporation）聲稱昆塞特小屋適用於建築商和建築材料，不過「昆塞特」此名則是該公司所擁有的商標。然而「昆塞特」這個詞在此後經常被泛指地作為代表性稱呼使用。即使是在當代，世界各國的承包商也急需生產類似的結構。

## 設施
昆塞特小屋最初的設計為一個16×36英尺（4.9公尺×11.0公尺）的結構，框架由半徑為8英尺（2.4公尺）的鋼構件構成。最常見的設計為20×48英尺（6.1公尺×14.6公尺）的標準尺寸，半徑為16英尺（4.9公尺）。
期小屋內部，則允許960平方英尺（89平方公尺）的可用空間地板空間，兩端則設有4英尺（1.2公尺）的懸挑，以保護入口不受氣候影響。小屋四周為波紋鋼板，兩端包著胶合板，上面設有門窗。內部則設有隔熱效果，並舖有壓制木襯里和木地板。該建築物能夠建在混凝土上、樁上或直接鋪在木地板上。最初的設計使用低等級鋼，後來被更防鏽的版本所取代。靈活的內部空間則為開放的，經常被用作營房、廁所、醫療和牙科辦公室、隔離病房、住房和麵包店等設施。

## 後續利用
戰後軍方在戰後將剩餘的小屋賣給了公眾。許多建築仍然矗立在美國各地，成為企業和住宅的附屬建築，當代，它們經常出現在軍事博物館和其他展示二戰紀念品的設施。
昆塞特小屋也被用於美國各地的戰後臨時住房，例如加利福尼亞州洛杉磯退伍軍人及其家人的羅傑·楊之村以及爱荷华大学已婚學生住房的綜合設施群。有些小屋至今仍在美國軍事基地活躍使用。如美國能源部繼續利用小屋作為内华达试验场的支撐結構（製造和機械車間、倉庫等）。

### 圖片

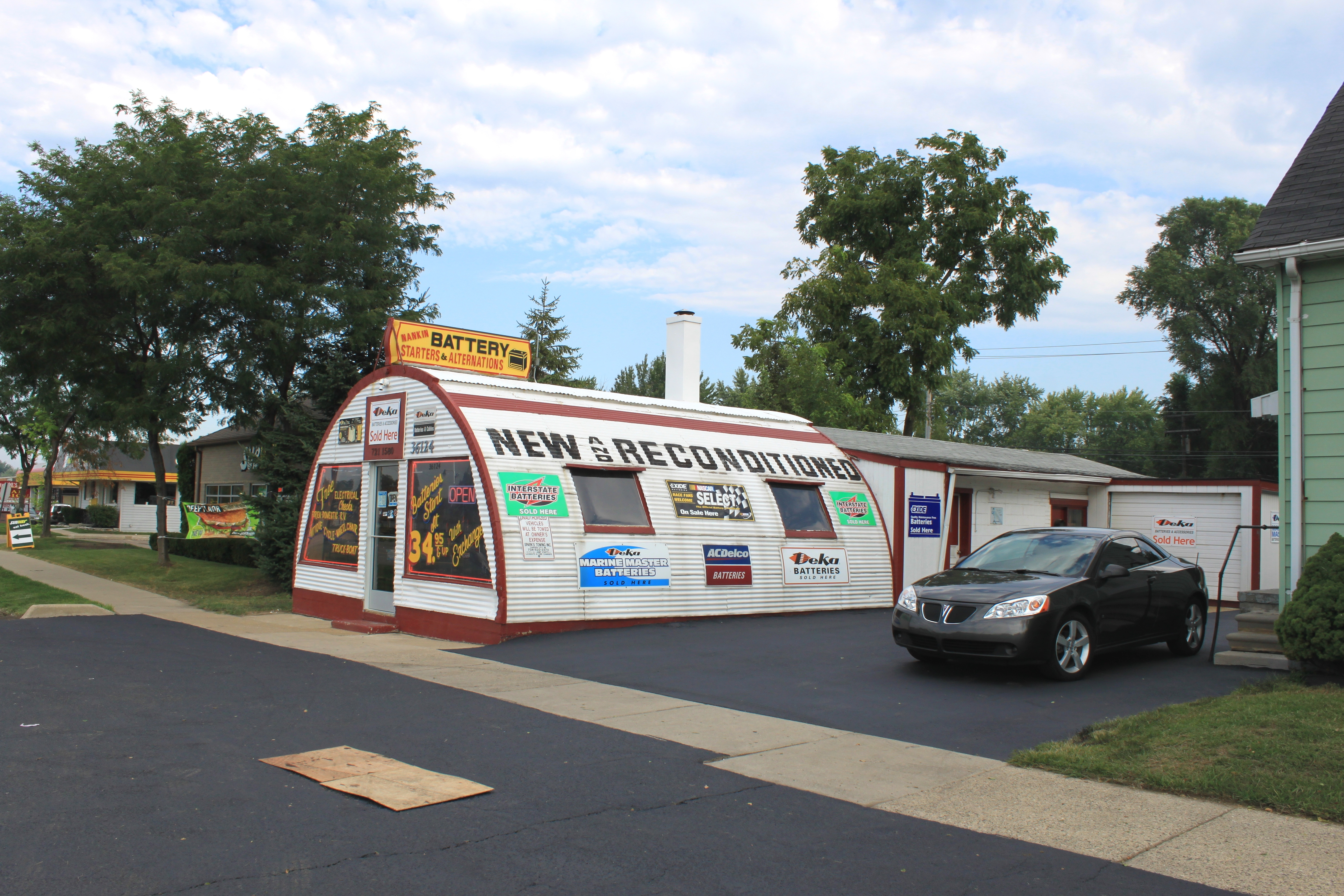
在密歇根州韋斯特蘭改造為商業用途的昆塞特小屋
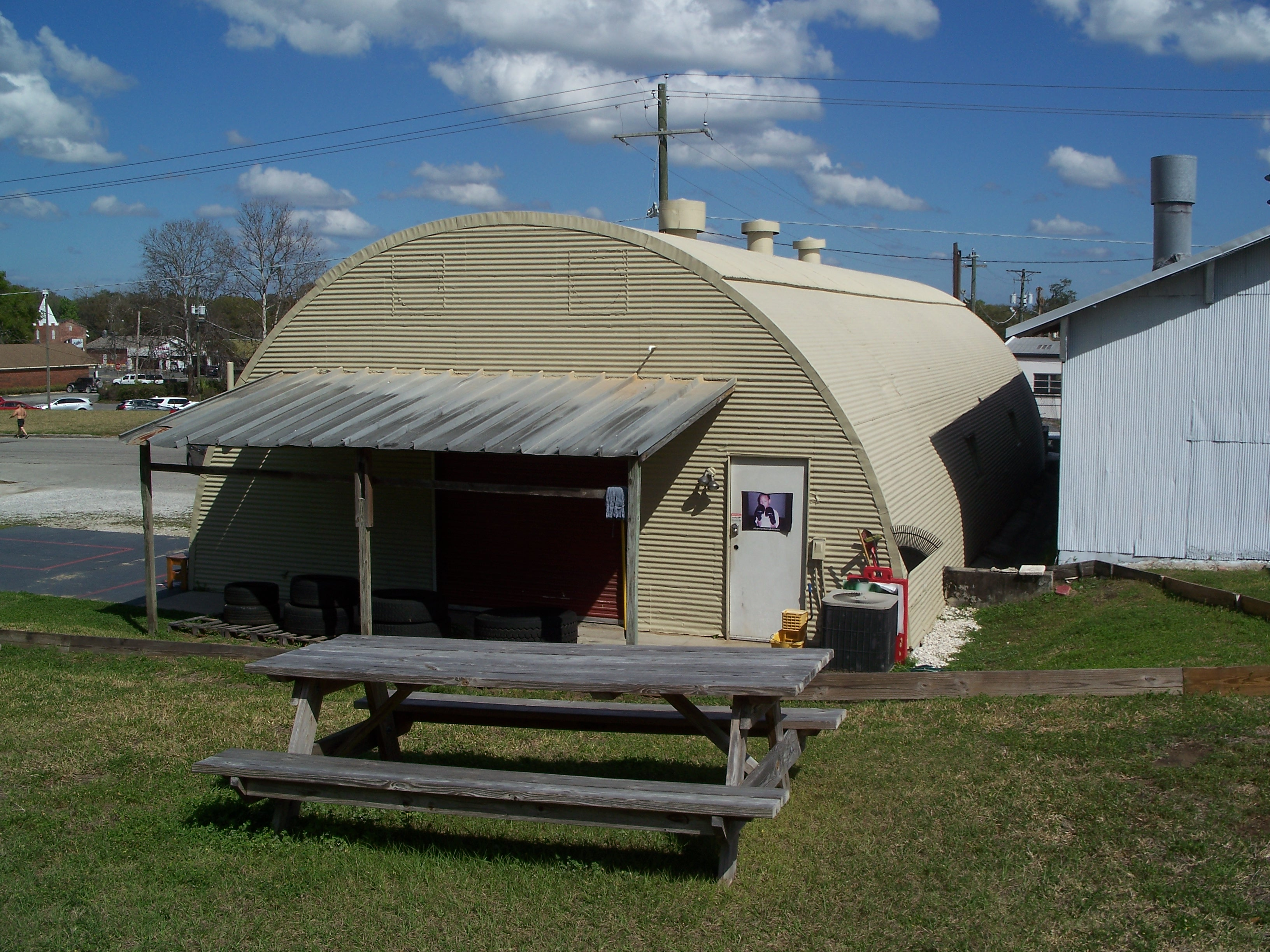
佛羅里達州戴德市的昆塞特小屋

## 另見
- 丹尼爾豪斯之屋（田納西州諾克斯維爾）（英语：Daniel_House_(Knoxville,_Tennessee)）
- 戰鬥部署小屋（英语：Dymaxion_deployment_unit）
- 鳶尾花小屋（英语：Iris_hut）
- 詹姆斯威小屋（英语：Jamesway_hut）
- 北美原住民長屋（英语：Longhouses_of_the_indigenous_peoples_of_North_America）
- 羅姆尼小屋（英语：Romney_hut）
- 帕特拉大廈（英语：Patera_Building）

## 外部連結
- Feature article on the design and origin of the Quonset Hut （页面存档备份，存于） from the Varnum Continentals historical organization in East Greenwich, RI.
- Archived History of Quonset Hut from the U.S. Naval History and Heritage Command website.
- Quonset Hut History in Washington State 的存檔，存档日期2017-06-27.. Washington State Department of Archaeology & Historic Preservation.
- Quonset Huts （页面存档备份，存于） at Guampedia, Guam's Online Encyclopedia
- Quonset Huts, At National Airport, Arlington, Arlington County, VA （页面存档备份，存于） at the Historic American Buildings Survey (HABS)
- Quonset and Pacific Huts （页面存档备份，存于） at the Kodiak Military History Museum
- Pacific Huts （页面存档备份，存于） at the online encyclopedia of Washington State History
- Quonset Hut (search Pacific Hut Company) （页面存档备份，存于） at the Seabee Museum and Memorial Park